# التقييم الوظيفي
التقييم الوظيفي
التقييمات المهنية هي أدوات مصممة لمساعدة الأفراد على فهم كيفية تأثير مجموعة متنوعة من السمات الشخصية (مثل  قيم البيانات والتفضيلات والدوافع والقدرات والمهارات) على نجاحهم المحتمل ورضاهم عن الخيارات المهنية وبيئات العمل المختلفة. لعبت التقييمات المهنية دورًا مُهِمًّا في التطوير الوظيفي والاقتصاد في القرن الماضي. غالبًا ما تُستخدم تقييمات بعض أو كل هذه السمات من قبل الأفراد أو المنظمات، مثل مراكز الخدمة المهنية بالجامعة، والمستشارين المهنيين، وشركات التوظيف الخارجي، وموظفي الموارد البشرية في الشركات، والمدربين التنفيذيين، ومستشاري إعادة التأهيل المهني، ومستشاري التوجيه لمساعدة الأفراد على زيادة المعلومات عن القرارات المهنية.
يعود سبب شعبية هذه الأداة جُزْئِيًّا إلى قانون تعليم الدفاع الوطني لعام 1958، الذي مول التوجيه المهني في المدارس . جرى التركيز على الأدوات التي من شأنها أن تساعد طلاب المدارس الثانوية على تحديد الموضوعات التي قد يرغبون في التركيز عليها للوصول إلى المسار الوظيفي المختار. منذ عام 1958، اتسعت خيارات أدوات التقييم الوظيفي.
أنواع التقييمات الوظيفية
تأتي التقييمات المهنية في أشكال عديدة وتتنوع في عدة أبعاد. تختلف التقييمات التي يختارها الأفراد أو المسؤولون اعتمادًا على معتقداتهم الشخصية فيما يتعلق بأهم المعايير عند النظر في الخيارات  المهنية، فضلاً عن الاحتياجات الفريدة للفرد الذي يفكر في قرار مهني. بعض نقاط التباين المشتركة هي:
• المنهجية: بعض التقييمات ذات طبيعة كمية وتقيس بدقة السمات الرئيسية التي يعتقد أنها تؤثر على نجاح الفرد المحتمل والرضا عن حياته المهنية. البعض الآخر عبارة عن تمارين نوعية مصممة لمساعدة الأفراد على توضيح أهدافهم وتفضيلاتهم، والتي يمكن استخدامها بعد ذلك لاتخاذ قرارات مهنية أكثر استنارة.
• السمات المقاسة: تختلف التقييمات فيما يتعلق بسمات الشخصية المحددة المقاسة. تركز بعض التقييمات على اهتمامات الفرد، وربما الكفاءة، بينما يركز البعض الآخر على المهارات أو القيم. تستخدم التقييمات الأكثر قوة مؤشرات التطوير الرئيسية (كي دي إل إس) أي (kdls) التي تحدد قياسات لأنواع معينة من المهن وتطابق التطلعات المهنية الفردية مع احتياجات الشركات.
• الصلاحية: تفتقر العديد من التقييمات، خاصة تلك المقدمة على الإنترنت، إلى دليل على «الصحة»، وهي الدرجة التي يكون فيها تفسير نتائج التقييم أو القرارات التي يجري اتخاذها من النتائج مفيدًا. يجري التحقق من صحة الدليل النموذجي تجريبيًا. يجب على المستخدمين تقييم أي اختبارات للخصائص السيكومترية عند تقييم ما إذا كانت ستُستخدم لغرض معين، ومقدار الوزن الذي يجب إعطاؤه للنتائج. عندما يتعذر تحديد صلاحية التقييم للغرض المقصود منه، يجب تفسير النتائج بحذر مناسب.
الملف الشخصي المستهدف للعميل: صُممت بعض التقييمات، مثل جرد الاهتمام القوي، ومؤشر نوع مايرز بريجيز، ونطاق الوظائف، وصفة لخدمة أسواق واسعة (أي تقريبًا أي فرد يختار برنامجًا مِهْنِيًّا أو مجموعات مهنية، ويبدأ حياته المهنية أو يفكر في التغيير الوظيفي). ومع ذلك، من الضروري ملاحظة أن هذه الاختبارات تفتقر إلى الموثوقية الراسخة (قابلية التكرار) والصلاحية (الفائدة). وبالنظر إلى أن الاختبارات أو أدوات التقييم ثبت أنها محدودة الصلاحية والوثوقية، فإن مدونة الأخلاقيات للجمعية الامريكية لعلم النفس تشير إلى أن علماء النفس الذين يستخدمون تلك الاختبارات يشرحون بوضوح حدود الاختبارات لمرضاهم.
• مقابلة تقييم المهنة: يمكن أن تكون مقابلة التقييم الوظيفي مع مستشار مهني مدرب أو طبيب نفسي مدرب على الإرشاد الوظيفي حاسمة في المساعدة على دمج نتائج الاختبارات في السياق الأوسع لعواطف الفرد وشخصيته وثقافته وأهدافه. بالنسبة للمهتمين بهذا النوع من المساعدة الأكثر شمولاً في البحث عن حياتهم المهنية، يمكن أن تكون نقطة الانطلاق الجيدة هي الاتصال بالجمعية الوطنية للتطوير الوظيفي (إن سي دي إيه) (NCDA). داخل الولايات المتحدة، تمنح هذه الهيئة الوطنية لقب «مستشار مهني رئيسي» (MCC) لمستشارين مهنيين مؤهلين بشكل خاص.
الفوائد
التقييمات المهنية مصممة لاكتشاف المهارات والكفاءة والمواهب للمرشحين. يمكن أن يكون التقييم الذاتي أداة مفيدة في تقييم المجالات التي يمتلك فيها المرشح نقاط قوة ومحدودية. يمكن أن تكون النتائج مفيدة في مساعدة المرشحين على اختيار مهنة تتماشى مع أهدافهم ومواهبهم. في حين أن التحقق من صحة كل أداة قد يختلف من اختبار إلى آخر، فقد ثبت بشكل عام أن هذه الأنواع من التقييمات تقدم المزيد من الخيارات الوظيفية، وتزيد من الرضا في الخطة المهنية للفرد وتزيد من فهم الذات.
البيانات المتعلقة بعدد المرات التي يغير فيها الناس وظائفهم غير متوفرة في حين أن هناك الكثير من الأساطير حول هذا الموضوع، ولم تُجرَ دراسات منهجية. ومع ذلك، يغير الكثير من الناس وظائفهم أكثر من مرة. يقوم البعض بإجراء تغييرات لأن المسار الوظيفي الذي اختاروه لم يعد قابلاً للتطبيق (يعني، لم يعد الطلب على صانعي عربات التي تجرها الدواب مرتفعًا). أو لأنهم عندما ينضجون طوال حياتهم تتطور اهتماماتهم. وبالتالي، فإن أكبر فائدة للتقييم الوظيفي هي أنه يمكّن المرشحين من اتخاذ أفضل القرارات  المهنية للنمو على المستويين الشخصي والمهني.
• لإجراء تقييم لمهاراتهم، يمكن للمرشحين متابعة العديد من السبل، ويمكنهم إجراء اختبارات الاهتمام الوظيفي مثل جرد الاهتمام القوي أو مخزون كامبل للمصالح والمهارات، والذي يعتمد على القوى.  بدلاً من ذلك، يمكنهم إجراء اختبارات تقييم ذاتي يمكنهم من استخدام عدد كبير من كتب الوظائف المصممة للمساعدة في هذه المهمة. في الواقع، هناك عدد لا يحصى من الكتب المفيدة، وأشهرها ريتشارد بولز، «ما لون مظلتك؟» بالإضافة إلى ذلك، يمكنهم طلب مساعدة الخبراء من المستشارين المهنيين أو المدربين المهنيين أو، عند  الضرورة، علماء النفس.
أو غيرهم من المتخصصين في الصحة العقلية. يستخدم هؤلاء المحترفون مجموعة متنوعة من التقنيات لتحديد مواهب المرشحين. أيضًا، يمكن للمستشارين المهنيين والمدربين المهنيين والمدربين التنفيذيين توجيه المرشحين حول كيفية التخطيط لمسيرتهم المهنية لتحقيق النجاح المهني.
المراجع